# Freaky Tales
Freaky Tales es una película dramática estadounidense de 2024 escrita y dirigida por Anna Boden y Ryan Fleck. La película está protagonizada por Pedro Pascal, Ben Mendelsohn, Jay Ellis, Dominique Thorne, la cantante Normani, Jack Champion y Angus Cloud en uno de sus últimos papeles.

## Sinopsis
La película muestra cuatro historias interconectadas que tienen lugar en lugares reales y durante eventos históricos reales en 1987 en Oakland, California.

## Elenco
- Pedro Pascal como Clint
- Jay Ellis como Sleepy Floyd
- Normani como Entice
- Dominique Thorne como Barbie
- Ben Mendelsohn como el chico
- Ji-young Yoo como Tina
- Angus Cloud como Travis
- Jack Champion como Lucid
- Keir Gilchrist
- Michael X.Sommers
- Yong Kim
- Mike Infante
- Marteen
- Michelle Farrah Huang
- Natalia Domínguez
- Sedrick Cabrera
- D'Angelo Mixón
- James Coker
- Tom Hanks como empleado de una tienda de videos
- Too Short como narrador
- Sleepy Floyd

## Producción
En agosto de 2022 se anunció que Anna Boden y Ryan Fleck escribirían y dirigirían la película. Se basa en los recuerdos de Fleck de crecer en Oakland, California en la década de 1980, y es una celebración de la cultura de la ciudad. El músico de Oakland Too Short se desempeñó como productor ejecutivo.  En noviembre, Pedro Pascal, Ben Mendelsohn y Jay Ellis estaban entre el elenco anunciado para la película, que también incluía a varias figuras notables del área de Oakland.   Ji-young Yoo se uniría al elenco el mes siguiente. 
La filmación comenzó el 14 de noviembre de 2022 y finalizó el 12 de enero de 2023 en Oakland, y la producción se llevó a cabo en Telegraph Avenue.   

## Estreno
La película se estrenó en el Festival de Cine de Sundance el 18 de enero de 2024.  Poco antes del estreno, Deadline Hollywood informó que Lionsgate tenía los derechos de distribución de la película tras la adquisición de Entertainment One, que financió la película, aunque todavía existía la posibilidad de que otra distribuidora interesada pudiera adquirirla. 

## Recepción
En el agregador de reseñas Rotten Tomatoes, el 67% de 43 críticos dieron a la película una reseña positiva, con una calificación promedio de 6.2/10, lo que le valió una puntuación de "Fresca". El consenso de los críticos del sitio web dice: "Audaz, divertida y, en general, entretenida, Freaky Tales es una pieza de época vibrantemente bien interpretada que compensa con estilo lo que le falta en sustancia narrativa".  En Metacritic, la película tiene una puntuación promedio ponderada de 58 sobre 100, basada en 16 críticas, lo que indica "críticas mixtas o promedio". 
Valerie Complex de Deadline Hollywood elogió las imágenes, el maquillaje, el vestuario y la banda sonora de la película que "sumergen inmediatamente a la audiencia en la apariencia del Oakland de finales de los 80". También escribió positivamente sobre "las actuaciones magnéticas de su elenco estelar", en particular de Pascal. Sin embargo, criticó la narrativa y escribió que "lucha por tejer estas historias en un todo satisfactorio y sin estos actores talentosos que asuman el compromiso requerido, la película se desmoronaría bajo su propia ambición". 